# George Gibbs
George Gibbs (Islington, 1937 - Windsor, 15 de dezembro de 2020) foi um especialista em efeitos visuais britânico. Venceu o Oscar de melhores efeitos visuais em duas ocasiões: por Indiana Jones and the Temple of Doom e Who Framed Roger Rabbit.